# Доњи Адровац
Доњи Адровац је насеље у Србији у општини Алексинац у Нишавском округу. Према попису из 2022. било је 635 становника (према попису из 1991. било је 850 становника).
Овде се налази Железничка станица Адровац. Овде се одиграла Битка код Адровца 1876. године.

## Демографија
У насељу Доњи Адровац живи 623 пунолетна становника, а просечна старост становништва износи 41,4 година (39,9 код мушкараца и 43,0 код жена). У насељу има 248 домаћинстава, а просечан број чланова по домаћинству је 3,07.
Ово насеље је скоро у потпуности насељено Србима (према попису из 2002. године), а у последња три пописа, примећен је пад у броју становника.
|  |

| Демографија | Демографија | Демографија |
| Година      | Становника  | Становника  |
| ----------- | ----------- | ----------- |
| 1948.       | 923         |             |
| 1953.       | 895         |             |
| 1961.       | 906         |             |
| 1971.       | 881         |             |
| 1981.       | 948         |             |
| 1991.       | 850         | 833         |
| 2002.       | 761         | 786         |

| Етнички састав према попису из 2002.‍ | Етнички састав према попису из 2002.‍ | Етнички састав према попису из 2002.‍ | Етнички састав према попису из 2002.‍ | Етнички састав према попису из 2002.‍ |
| ------------------------------------ | ------------------------------------ | ------------------------------------ | ------------------------------------ | ------------------------------------ |
|                                      |                                      |                                      |                                      |                                      |
| Срби                                 | Срби                                 |                                      | 756                                  | 99,34%                               |
| Црногорци                            | Црногорци                            |                                      | 1                                    | 0,13%                                |
| Словенци                             | Словенци                             |                                      | 1                                    | 0,13%                                |
| непознато                            | непознато                            |                                      | 2                                    | 0,26%                                |

| Година пописа     | 1948. | 1953. | 1961. | 1971. | 1981. | 1991. | 2002. |
| ----------------- | ----- | ----- | ----- | ----- | ----- | ----- | ----- |
| Број домаћинстава | 212   | 231   | 247   | 266   | 279   | 246   | 248   |

| Број чланова      | 1  | 2  | 3  | 4  | 5  | 6  | 7 | 8 | 9 | 10 и више | Просек |
| ----------------- | -- | -- | -- | -- | -- | -- | - | - | - | --------- | ------ |
| Број домаћинстава | 43 | 62 | 46 | 50 | 29 | 15 | 3 | 0 | 0 | 0         | 3,07   |

| Пол    | Укупно | Неожењен/Неудата | Ожењен/Удата | Удовац/Удовица | Разведен/Разведена | Непознато |
| ------ | ------ | ---------------- | ------------ | -------------- | ------------------ | --------- |
| Мушки  | 329    | 90               | 208          | 24             | 7                  | 0         |
| Женски | 319    | 45               | 214          | 56             | 4                  | 0         |
| УКУПНО | 648    | 135              | 422          | 80             | 11                 | 0         |

| Пол    | Укупно                    | Пољопривреда, лов и шумарство | Рибарство                            | Вађење руде и камена | Прерађивачка индустрија       |
| ------ | ------------------------- | ----------------------------- | ------------------------------------ | -------------------- | ----------------------------- |
| Мушки  | 159                       | 52                            | 0                                    | 0                    | 50                            |
| Женски | 59                        | 32                            | 0                                    | 0                    | 13                            |
| УКУПНО | 218                       | 84                            | 0                                    | 0                    | 63                            |
| Пол    | Производња и снабдевање   | Грађевинарство                | Трговина                             | Хотели и ресторани   | Саобраћај, складиштење и везе |
| Мушки  | 1                         | 16                            | 12                                   | 0                    | 16                            |
| Женски | 0                         | 0                             | 6                                    | 1                    | 0                             |
| УКУПНО | 1                         | 16                            | 18                                   | 1                    | 16                            |
| Пол    | Финансијско посредовање   | Некретнине                    | Државна управа и одбрана             | Образовање           | Здравствени и социјални рад   |
| Мушки  | 0                         | 0                             | 3                                    | 0                    | 1                             |
| Женски | 1                         | 0                             | 0                                    | 3                    | 1                             |
| УКУПНО | 1                         | 0                             | 3                                    | 3                    | 2                             |
| Пол    | Остале услужне активности | Приватна домаћинства          | Екстериторијалне организације и тела | Непознато            | Непознато                     |
| Мушки  | 5                         | 0                             | 0                                    | 3                    | 3                             |
| Женски | 0                         | 0                             | 0                                    | 2                    | 2                             |
| УКУПНО | 5                         | 0                             | 0                                    | 5                    | 5                             |